# Herman iz Frauenaua
Herman iz Frauenaua (znan tudi kot: Herman iz Niederaltaicha), nemški benediktinec, puščavnik, * Heidelberg, Nemčija, † 28. december 1326, Frauenau, Nemčija.
Okrog leta 1320 je Herman z bratom Otonom po daljšem potovanju po Svetem rimskem cesarstvu preko Kölna prišel do benediktinskega samostana Niederaltaich na Bavarskem, kjer sta oba vstopila v benediktinski meniški red. Kot meniha Hermana v zgodovinskih virih večinoma označujejo kot brata laika, včasih pa tudi kot duhovnika. Leta 1322 se je z opatovim dovoljenjem odpravil kot puščavnik živet v gozd severno od samostana, kjer si je blizu vasi Bischofsmais, na kraju, ki se danes imenuje Sankt Hermann, postavil puščavniško bivališče. Med okoliškim prebivalstvom je postal znan po preroškem daru ter kot svetovalec in dobrodelnik. Leta 1323 se je preko Rinchnacha odpravil živet še globlje v Bavarski gozd, v povirje reke Regen, in si na samotnem kraju postavil novo puščavniško bivališče ter tam začel z izsekavanjem divjine. Poseka, ki jo je ustvaril in bivališče, ki si ga je tam postavil, velja za začetek kraja in poznejšega romarskega središča Frauenau. Njegovi sodobniki so Hermana zelo častili. Ko je leta 1326 umrl, so ga v skladu z njegovo željo pokopali pri cerkvenih vratih bližnjega benediktinskega samostana Rinchnach.
Blaženi puščavnik Herman iz Frauenaua je znan predvsem v škofiji Passau. Častijo pa ga predvsem v božjepotni cerkvi v Sankt Hermannu, kjer je njegov glavni romarski dan 24. avgust. Kapelo so postavili tudi na kraju njegovega nekdanjega puščavniškega bivališča v Frauenauu.
V slovenskih referenčnih leksikonih svetnikov kot sta Leto svetnikov Celjske Mohorjeve družbe in Svetnik za vsak dan Založbe Ognjišče, je Herman iz Frauenaua naveden kot "sv. Herman, samotar v Rinchnachu v Nemčiji".   